# Soma
SOMA — компьютерная игра в жанре survival horror, разработанная и изданная шведской студией Frictional Games, известной своими сериями игр Penumbra и Amnesia. Анонс игры состоялся 11 октября 2013 года. Выпуск состоялся 22 сентября 2015 года.
Действие игры разворачивается на подводной исследовательской базе PATHOS-II в 2104 году после конца света. Саймон Джаретт, протагонист игры, приходит в себя на опустевшей, полуразрушенной и захваченной непонятным веществом станции спустя сотню лет после сканирования мозга в 2015 году. В разворачивающейся истории затрагивается множество научно-фантастических тем и философских вопросов о природе сознания, виртуальной реальности, цифровом бессмертии, симбиозе техники и органики, создании нескольких копий одной и той же личности.
Геймплей SOMA основан на стандартах, характерных для предыдущих хоррор-игр Frictional Games, среди которых особое внимание уделяется скрытному уклонению от врагов, решению головоломок и погружению в игру. Однако, в нарушение этой традиции, в SOMA ослаблен акцент на менеджмент ресурсов, в пользу более жёсткого фокуса на сюжетной составляющей. Игра получила положительные отзывы критиков, которые похвалили её сюжет и озвучку, хотя дизайн врагов и столкновения с ними подверглись некоторой критике.

## Геймплей
Геймплей схож с играми серий Penumbra и Amnesia, но упор сделан на рассказ истории, как в Amnesia: A Machine for Pigs. Главный герой перемещается по научным подводным станциям PATHOS-II и по самому океану. Как и в других играх Frictional Games, особенностью является взаимодействие с окружением: для того, чтобы повернуть вентиль или дернуть за рычаг, нужно вращать мышь в нужном направлении, а не просто кликать по предмету. Герою встречаются техно-органические монстры, убивающие его после 2 или 3 атаки. Возможности атаковать врагов у протагониста нет, поэтому геймплей рассчитан на скрытное прохождение. У каждого монстра есть свои особенности: например одни реагируют только на шум, другие чувствуют, когда на них смотрят. Изучение уязвимости монстров значительно облегчает прохождение.
По ходу путешествия игрок выполняет задания, которые строятся по классической схеме: необходимо пойти в удалённое место, найти некий предмет, а затем применить его. Прохождение осложняется отсутствием отображения героя на карте, списка задач и минимизацией интерфейса (есть только инвентарь). Также присутствуют несложные головоломки, в том числе решаемые посредством взаимодействия с интерактивным окружением.
Не менее важной частью геймплея, по словам разработчиков, является сюжет. С каждой новой станцией игрок узнаёт всё больше о катастрофе, постигшей человечество, пытается ответить на философские вопросы, которые перед ним ставят разработчики. На протяжении сюжета неоднократно придётся принимать решения, касающиеся морального выбора, но на исход путешествия выбор игрока никак не влияет. Атмосфера созерцательности и поставленные вопросы делают игру SOMA не пугающим хоррором, а интерактивным научно-исследовательским путешествием, напоминающим произведения Айзека Азимова, Филипа Дика и других фантастов американской школы.
В игре отсутствуют полноразмерные кат-сцены.

## Сюжет

#### Пролог
В 2015 году Саймон Джаретт из Торонто попадает в автокатастрофу, в которой погибает его подруга Эшли, но сам Саймон, с тяжёлым повреждением мозга и внутричерепным кровотечением, остаётся жив. Из-за неблагоприятного прогноза в виде постоянно возобновляющегося кровотечения Саймон соглашается на экспериментальное сканирование мозга в медицинской лаборатории доктора Дэвида Мунши. Результатом сканирования должно быть детальное изображение мозга, на котором можно тестировать различные подходы к лечению. Во время сканирования Саймон, как ему кажется, теряет сознание, и приходит в себя уже на станции «Эпсилон» подводного комплекса PATHOS-II спустя почти столетие, в 2104 году. PATHOS-II является подводным исследовательским комплексом, и располагается в северной части Атлантического океана.

#### «Эпсилон»
В одной из комнат Саймон находит «омни-инструмент» — универсальный ключ доступа, с помощью которого игрок по ходу сюжета сможет открывать двери и шлюзы.
На пути ему попадается множество неисправных роботов («Универсальных помощников»), многие из которых ведут себя довольно странно. Позднее Саймону удаётся связаться с Кэтрин Чун, учёным, находящимся на соседней станции, «Лямбде». Сразу после этого отсек, в котором находится Саймон, затапливается водой из-за неисправной герметизации, но, к своему удивлению, он обнаруживает, что одет в водолазный костюм, может дышать под водой и к тому же имеет при себе фонарик. Из-за неустойчивого сигнала Саймону необходимо попасть в центр связи. Из заметок на локации Саймон узнаёт, что в апреле 2103 года станция «Эпсилон» была эвакуирована из-за вышедших из-под контроля роботов-помощников. На станции осталось только два человека — Карл Сэмкен и специалист по сервисному обслуживанию Эми Аззаро, которые должны были автоматизировать работу станции и последовать за остальными, но Карл был убит роботом, а Эми погибла из-за аварии. В сборочном цеху станции Саймон находит электро-механический погрузчик, убеждённый, что он человек по имени Карл Сэмкен, он ранен и ему нужна помощь. На протяжении игры протагонисту будут часто встречаться роботы, считающие себя людьми и отказывающиеся признавать реальность, хотя отдаленно распознающие окружение. Герой так или иначе может отключать их от источников питания.

#### «Лямбда»
На «Лямбде» (станции, выполняющей функции транспортного узла) Саймон наконец встречается с Кэтрин, которая оказывается роботом с загруженной в него копией цифрового сознания. Она просит помочь спасти «Ковчег» — личный проект Кэтрин, автономный спутник, в котором хранятся отсканированные копии мозга большинства сотрудников PATHOS-II. Внутри «Ковчега» создаётся виртуальная реальность, где скопированные личности людей могут продолжать своё существование множество лет. За год до событий игры на планету упала комета и всё человечество на поверхности Земли погибло, выжили только сотрудники PATHOS-II. «Ковчег» должна была запустить в космос живая версия Кэтрин при помощи космической пушки «Омега», основанной на работе ускорения электромагнитных частиц.
В настоящее время «Ковчег» находится на глубоководной станции «Тау», добраться до которой можно на батискафе. Батискаф находится в «сердце» PATHOS-II, на станции «Тэта», выполняющей роль жилого и командного отсека. Саймон переносит отсканированное сознание Кэтрин в омни-инструмент и отправляется в путешествие. Чтобы добраться до «Тэты», Саймон использует спасательную капсулу затонувшего неподалеку от «Лямбды» транспортного судна. В это же время Кэтрин рассказывает Саймону о НИУ — глобальном искусственном интеллекте, который создали для поддержания работоспособности комплекса. Однако НИУ захватил контроль над большинством машин на станциях и начал представлять экзистенциальную угрозу. Кэтрин понимала, что дни команды проекта сочтены, поэтому стремилась сохранить человечество, а точнее, сознания людей, в виртуальной среде.

#### «Дельта»
По пути на «Тэту» капсулу с Саймоном и Кэтрин сносит взрывной волной реактора «Кюри», из-за чего главный герой теряет сознание. Очнувшись, Саймон выбирается наружу при помощи дружественного мини-робота UH-8. Капсула потерпела крушение рядом со станцией «Дельта» — производственным центром капсул для космической пушки «Омега». Станция была эвакуирована на «Тэту», однако её начальник Терри Акерс отказался уезжать. Он постепенно сошел с ума, стал потреблять структурный гель в огромных количествах, вырезал себе глаза и мутировал. В таком виде он спустя полгода позвонил на «Тэту» и попросил эвакуировать себя.
Для продолжения своего путешествия Саймон устанавливает связь с Цеппелином — грузовым кораблем, предназначенном для перевозки крупногабаритных объектов между станциями комплекса. Но возникает проблема — во время крушения спасательной капсулы управляющий чип в омни-инструменте оказался повреждён.

#### «Тэта»
У входа на «Тэту» Саймон обнаруживает импровизированное кладбище с несколькими надгробиями. Батискаф находится внутри на карантине. Для снятия карантина Саймону и Кэтрин необходим код доступа, который он получает, загрузив в примитивную симуляцию скан мозга одного из сотрудников «Тэты», техника Брэндона Вана. В процессе получения кода Саймон исследует станцию и узнаёт о себе страшную правду: реальный Саймон умер ещё в 2015 году через месяц после сканирования, но перед смертью он дал разрешение доктору Мунши на использование скана своего мозга в научных целях. Он перешел в собственность PATHOS-II и спустя почти столетие был загружен в специальный чип, впоследствии активированный в теле погибшей сотрудницы комплекса, в роли которой теперь и выступает игрок. Само тело Саймона представляет собой некий симбиоз органических тканей человека и электроники, связанных между собой структурным гелем.
Саймон узнаёт больше информации о «Ковчеге». В процессе сканирования часть сотрудников, не желая продолжать жить в телесной оболочке, совершали самоубийство прямо во время создания нейрокопии. Так, по их мнению, личность гарантировано продолжала существовать лишь в виртуальной реальности. Из-за растущего числа суицидов проект Кэтрин был заморожен начальником охраны комплекса, Джоном Стромайером. Не успев отсканировать всех сотрудников, Кэтрин принимает решение переходить к следующему этапу — запуску. Для этого с «Тэты» на «Тау» отправилась команда из 5 человек, в которую входила сама Кэтрин, а также учёные Сара Линдуолл, Николай Ивашкин, Йен Педерсен и Джаспер Хилл.
Сняв карантин, Саймон приступает к запуску, но в процессе батискаф «оживает» — в нём находится один из сканов. Запаниковав, робот скрывается в океане. Теперь спуститься в бездну, где находится «Тау», можно только одним путём — на подъёмнике, который находится на станции «Омикрон».
На технических этажах «Тэту» игрок сталкивается с сильно мутировавшим Терри Акерсом и подобными ему монстрами, которые не способны видеть, но отлично слышат.

#### «Омикрон»
Саймону удаётся добраться до «Омикрона» — лаборатории и центра медицинских исследований. Здесь же проводились многочисленные эксперименты по изучению свойств структурного геля, предположительно, из-за утечки которого на всю станцию был наложен карантин. Саймон успешно разблокирует станцию и пробирается туда через чёрный ход. Кэтрин делится предположением, что НИУ имеет цель восстановить человечество после апокалипсиса с кометой, но его понимание терминов «человек» и «жизнь» отличаются от наших.
На станции выясняется, что именно здесь проходила разработка структурного геля, которым НИУ захватил весь исследовательский комплекс, а сам он представляет нечто вроде раковой опухоли, которая может принимать как вид органических клеток, так и контактов микросхем и создавать новые связи, разрушая старые. Гель заряжен и может работать без источника питания. С помощью структурного геля ученым удается как улучшить функциональность приборов (которые начинают работать без подключения к электричеству), так и оживлять животных, в том числе лабораторную мышь, хотя последняя ведет себя необычно и быстро погибает из-за затвердевания геля. Ученые замечают, что в технике, в которую внедрен гель, появляется много лишнего кода. Благодаря искусственно программируемому «раскаблированному» гелю мышью учатся управлять. Однако после падения кометы структурный гель начинает программироваться НИУ, которая распыляет его по всему комплексу и внедряет во все техническое и органическое — от океанских рыб до роботов-помощников.
«Омикрон», как и все предыдущие локации, оказывается безлюден — все сотрудники станции погибли из-за того, что их головы буквально взорвались. Впоследствии выясняется — это произошло из-за воздействия НИУ на т. н. «чёрные ящики», специальные устройства, имплантированные всем сотрудникам PATHOS-II. Здесь же Саймон сталкивается с существом, некогда бывшим сотрудником комплекса и одним из создателей НИУ по имени Йохан Росс.
Для спуска в бездну глубиной более 4 километров необходим энергокостюм, выдерживающий давление на такой глубине. Саймон находит один из таких костюмов на станции, но не может его надеть поверх своего нынешнего тела. Вследствие этого, Кэтрин прибегает к ещё одной процедуре копирования сознания Саймона в конструкцию с энергокостюмом. Саймон обнаруживает, что предыдущий он в водолазном костюме все ещё жив, и его сознание на самом деле скопировали, а не перенесли. Он начинает задаваться экзистенциальными вопросами. Игрок может принять решение убить свою предыдущую копию или оставить её на «Омикроне» в одиночестве.

#### «Тау»
Достигнув дна океана (в процессе спуска вновь столкнувшись с Россом), Саймон добирается до «Тау» — глубоководной станции, изучающей ареал обитающих здесь морских организмов и жизни человека в экстремальных условиях. В процессе исследования станции Саймон узнаёт, что «Тау» считалась станцией-призраком — процесс её эвакуации на «Омикрон» не увенчался успехом из-за агрессивного поведения морской фауны, пораженной структурным гелем, которая заблокировала путь сотрудникам станции к подъёмнику. Команда «Ковчега», вернувшись с «Фи», осталась здесь, ожидая возвращения на «Омикрон», однако впоследствии все они умерли от голода. На «Тау» Саймон находит останки «Ковчега» и последнего человека на Земле — Сару Линдволл, подключенную к ИВЛ. Сара просит убить её. Подсоединив «Ковчег» к транспортной магистрали, Саймон и Кэтрин выходят на финишную прямую своего путешествия.

#### «Альфа»
В тоннеле между «Тау» и «Фи» Саймон натыкается на секретную станцию, о существовании которой лишь ходили легенды — «Альфа». На ней и разрабатывался НИУ, здесь же расположено его «сердце». Так как Саймон для переноса сознания в глубоководный костюм использовал «откалиброванный» структурный гель, то ввод этого геля в «сердце» будет подобен укусу ядовитой змеи, то есть яд будет разнесён по всей системе НИУ. Призрак Йохана Росса предполагает, что засунув руку в клапан «сердца» НИУ, он сможет убить её (так как каждый раз, когда Саймон погружал руку в один из «цветков» НИУ, ему становилось лучше, а «цветок» увядал). Решение об убийстве НИУ остается за игроком.

#### «Фи»
Саймон добирается до «Фи» — станции, на которой располагается космическая пушка «Омега». Здесь он находит тело мёртвой Кэтрин, которую убил один из учёных её группы. Кэтрин хотела во что бы то ни стало запустить «Ковчег» в космос, где он, благодаря солнечным батареям, мог бы поддерживать виртуальную симуляцию для отсканированных копий в течение тысячелетий. С её решением не согласились — пушка могла быть повреждена падением кометы, поэтому другая сторона конфликта предложила оставить «Ковчег» на PATHOS-II, где тот мог продержаться несколько десятилетий. В ходе потасовки Кэтрин ударили гаечным ключом по голове, проломив ей череп.

#### Финал
Саймон загружает «Ковчег» в пушку и садится в кресло пилота. Установив заряд в дуло, Кэтрин запускает обратный отсчёт и одновременно с этим начинает процесс сканирования их с Саймоном личностей. На последних секундах перед пуском сканирование завершается и Саймон остаётся в теле на «Фи», наблюдая как «Ковчег» устремляется к звёздам. Саймон начинает срываться на Кэтрин, обвиняя её в обмане. Кэтрин вновь пытается донести до Саймона суть процесса сканирования, утверждая, что на ковчеге оказались их копии, а из существующих носителей сознание не исчезает. Однако, в ходе словесной перепалки, чип, в котором находилось сознание Кэтрин, сгорает. Саймон остаётся на «Фи» в полном одиночестве.
В сцене после титров игрок оказывается в теле того Саймона, который был отсканирован в «Ковчег». Он приходит в себя в некой пещере, окружённой снаружи множеством деревьев. На фоне идиллического города вдалеке он встречает Кэтрин. Вместе они радуются, что их миссия увенчалась успехом. Параллельно с этим игрок видит летящий в космосе «Ковчег» на фоне всё ещё горящей от удара метеорита Земли.

## Разработка
SOMA находилась в разработке с 2010 года. Это первая игра на движке HPL3 Engine. В апреле 2014 года стало известно, что сеттинг игры будет подводным. В марте 2015 года разработчики объявили о том, что разработка игры почти завершена. 29 мая появился первый геймплейный трейлер игры и была объявлена дата релиза — 22 сентября 2015 года. В апреле 2015 года прошло закрытое бета-тестирование. 24 августа стал доступен предзаказ цифровой копии игры в магазинах цифровой дистрибуции Steam и GOG.com. 16 сентября игра стала доступна для предзагрузки в цифровом сервисе Steam.
Изначально разработчики планировали отойти от игровой механики своих предыдущих игр, однако разработать новую механику оказалось сложнее, чем планировалось.
В 2017 году студия Frictional Games выпустила обновление «Безопасный режим» для версий на PC и Xbox One. На PS4 эта опция стала доступна в 2018 году. Данный механизм прохождения предназначен для тех, кто находит скрытный геймплей SOMA слишком сложным или подавляющим. Как объяснили разработчики, «Несмотря на то, что вы не можете умереть в Safe Mode, монстры по-прежнему могут представлять опасность, если вы слишком понадеетесь на свою удачу». 24 июля 2025 года состоится релиз Soma на Nintendo Switch.

## Рецензии, награды и продажи
| Сводный рейтинг       | Сводный рейтинг                        |
| Агрегатор             | Оценка                                 |
| --------------------- | -------------------------------------- |
| GameRankings          | (PC) 84,35 % (PS4) 80,33 %             |
| Metacritic            | (ПК) 84/100 (PS4) 79/100 (XONE) 82/100 |
| OpenCritic            | 83/100                                 |
| «Критиканство»        | 81/100                                 |
| Иноязычные издания    |                                        |
| Издание               | Оценка                                 |
| 4Players              | 8,5/10                                 |
| CVG                   | 9,5/10                                 |
| Destructoid           | 9/10                                   |
| Game Informer         | 8,5/10                                 |
| GameRevolution        | [ 29 ]                                 |
| GameSpot              | 9/10                                   |
| GamesRadar+           | [ 31 ]                                 |
| GameStar              | 80/100                                 |
| GameTrailers          | 7,8/10                                 |
| Hardcore Gamer        | 3,5/5                                  |
| IGN                   | 8,1/10                                 |
| Jeuxvideo.com         | 16/20                                  |
| PC Gamer (US)         | 80/100                                 |
| Polygon               | 9/10                                   |
| Push Square           | 8/10                                   |
| Shacknews             | 7/10                                   |
| The Guardian          | [ 41 ]                                 |
| VideoGamer            | 8/10                                   |
| Kotaku                | Да                                     |
| Русскоязычные издания |                                        |
| Издание               | Оценка                                 |
| 3DNews                | 8/10                                   |
| GameMAG.ru            | 8/10                                   |
| «IGN Россия»          | 6,5/10                                 |
| PlayGround.ru         | 6/10                                   |
| Riot Pixels           | 83/100                                 |
| StopGame.ru           | «Изумительно»                          |
| «Игромания»           | 8/10                                   |
| «Игры Mail.ru»        | 8/10                                   |
| Gamer-Info            | [ 52 ]                                 |
| ProGamer              | 88/100                                 |

Игра SOMA получила преимущественно положительные отзывы игровых ресурсов. Версия для персональных компьютеров получила оценку в 84,35 % на GameRankings и 84 баллов из 100 возможных на Metacritic. Версия для PlayStation 4 получила оценку в 80,33 % на GameRankings и 79 баллов из 100 возможных на Metacritic. Версия для Xbox One получила оценку в 82 балла из 100 на Metacritic.
В 2024 году IGN составил список 25 лучших игр в жанре ужаса, где Soma заняла 14 место.
За первые шесть месяцев продаж было реализовано 250 000 копий игры. Летом 2018 года, благодаря уязвимости в защите Steam Web API, стало известно, что точное количество пользователей сервиса Steam, которые играли в игру хотя бы один раз, составляет 490 677 человек.